# قاره هفتم
قاره هفتم (به آلمانی: Der siebente Kontinent) نخستین فیلم بلند سینمایی میشائل هانکه، کارگردان اتریشی، است که در سال ۱۹۸۹ منتشر شد. این فیلم اولین قسمت از سه‌گانه هانکه دربارهٔ خشونت مدرن است. برخی صحنه‌های اوج این فیلم را به دلیل فقدان هیجان و مهارشدگی احساسات، ترسناک‌ترین صحنه‌های سینمای مدرن می‌دانند.

## خلاصه داستان
قاره هفتم که هانکه در جایی گفته‌است یک خبر واقعی الهام‌بخش آن بوده‌است، داستان سه سال از زندگی یک خانواده کاملاً معمولی و طبقه متوسط اتریشی را روایت می‌کند. پدر مهندس است. مادر چشم‌پزشک است و با برادرش کار می‌کند. آنها دختر کوچکی دارند. در نیم ساعت اول فیلم، تقریباً صورت هیچ‌کدام از بازیگران نشان داده نمی‌شود. تنها تصاویر بسته‌ای از دست‌ها، پاها و … را می‌بینیم که به کارهای روزمره مشغولند. کم‌کم صورت‌ها را می‌بینیم و از نشانه‌ها درمی‌یابیم که اوضاع این خانواده چندان هم روبه‌راه نیست. مادر در ماشین ناگهان زیر گریه می‌زند. دختربچه در مدرسه وانمود می‌کند کور شده‌است و … تا این که پایان غیرمنتظره فیلم رقم می‌خورد. آنها تصمیم می‌گیرند با هم خودکشی کنند.

## عنوان فیلم
عنوان فیلم، قاره هفتم، به استرالیا اشاره می‌کند. جایی که گاه‌وبیگاه به عنوان مفری برای خانواده از آن یاد می‌شود.

## پس‌زمینه
میشائل هانکه بنا بر گفته خودش، داستان فیلم را از رویدادی واقعی الهام گرفته‌است. او در مقاله‌ای خبری ماجرای خانواده‌ای را خوانده بود که همگی خودکشی کرده بودند. پلیس در لوله‌های توالت خانه مقداری پول پیدا کرد و معلوم شد که آنها پیش از مرگ پول‌هایشان را در توالت ریخته‌اند. هانکه مدّعی شد که به‌درستی از پیش به تهیه‌کننده‌اش گفته بود که «بینندگان با دیدن این صحنه ناراحت خواهند شد. در جامعهٔ امروز، ایدهٔ از بین بردن پول، بیش‌تر از پدر و مادرانی که خود و فرزندان خود را می‌کُشند تابو است.»

## حواشی فیلم
- فیلم در ابتدا قرار بود به صورت فلش بک و از دید جورج ساخته شود ولی میشاییل هانکه بعداً تصمیم گرفت فیلم را براساس ساختاری بسازد که در آن سه روز از زندگی این خانواده در سال‌های ۱۹۸۷، ۱۹۸۸ و ۱۹۸۹ به نمایش داده شود و بر همین اساس او فیلم نامه را در ۴ هفته نوشت.
- به دلیل سردی فضای فیلم و فقدان احساسات علنی، این فیلم را، به همراه ویدئوی بنی و ۷۱ جزء از روزشمار یک شانس، سه‌گانه عصر یخبندان می‌نامند.
- فیلم قاره هفتم اولین فیلمی بود که با آن هانکه وارد جشنوارهٔ فیلم کن شد.